# Hydnophytum guppyanum
Hydnophytum guppyanum är en måreväxtart som beskrevs av Odoardo Beccari. Hydnophytum guppyanum ingår i släktet Hydnophytum och familjen måreväxter. Inga underarter finns listade i Catalogue of Life.